# Oenanthe lugens

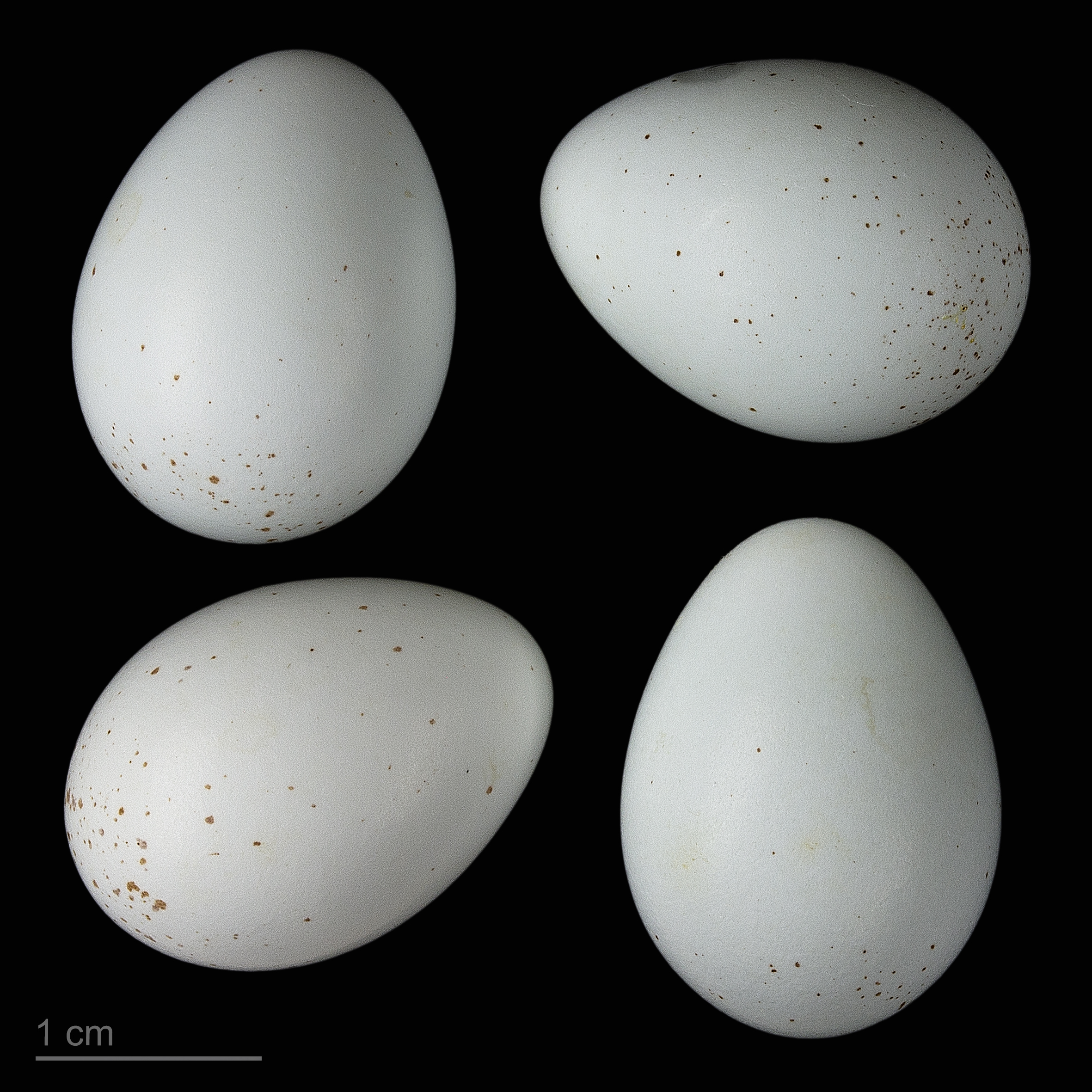
Oenanthe lugens lugens

Oenanthe lugens là một loài chim trong họ Muscicapidae.
Loài chim này sinh sống ở các nước sau: Algeria, Bahrain, Cyprus, Ai Cập, Eritrea, Ethiopia, Iran, Iraq, Israel, Jordan, Kenya, Kuwait, Lebanon, Libya, Mauritania, Morocco, Niger, Oman, Pakistan, Qatar, Ả Rập Saudi, Somalia, Sudan, Syria, Tanzania, Tunisia, Turkey, Các Tiểu Vương quốc Ả Rập Thống nhất, và Yemen.